# 千葉美鈴
千葉美鈴，日本女編劇、漫畫原作者、小說家。株式會社DIPREX所屬。出身於北海道。2005年作為編劇出道，此前經營過模特兒經紀公司及從事金融業工作。

## 作品列表
粗體字表示擔任劇本統籌的作品。

### 電視劇
- 夜王（2006年，TBS）－編劇團隊
- 完美的夥伴（2007年，WOWOW）
- THE 休息時間（日语：過去にディズニー・チャンネルで放送された番組）（2009年，迪士尼頻道）
- 借王～命運的報酬～（日语：借王）（2011年，WOWOW）－編劇協力
- （2012年，NHK BS Premium）
- 無法呼吸的夏天（2012年，富士電視台）
- （2013年，NHK教育）
- 撫慰金律師 ～把你的眼淚變成錢吧～（2014年，讀賣電視台、日本電視台）
- （2014年，NHK綜合）
- 女性決不容許（日语：女はそれを許さない）（2014年，TBS）
- BAR檸檬心（日语：BARレモン・ハート）（2015年，BS富士）
- BAR檸檬心 SEASON2（2016年，BS富士）

### 電影
- 天使降臨那天（日语：天使が降りた日） ［第5話］DIARIES（2005年）
- 天使的屋頂（2008年，ASTEER）
- （2014年，Argo Pictures（日语：アルゴ・ピクチャーズ））
- 劇場版 偶像活動Planet！（2022年）

### 電視動畫
- 哆啦A夢 (2005年版)（2011年－）
- 偶像活動Stars！（2016年－2017年）
- 小貓奇奇 毛絨絨大冒險（2016年－2017年）
- 猜謎王（2017年）
- 戰刻夜想曲（2017年）
- 樂高好朋友（英语：Lego Friends）（2017年）
- 偶像活動Friends！（2018年－2019年）
- 平交道時間（2018年）[1]
- 小貓奇奇 毛絨絨大旅行（2018年）[2]
- 偶像活動 on Parade！（2019年－2020年）
- 花牌情緣3（2019年）
- （2020年）
- 偶像活動Planet！（2021年）[3]
- 白沙的Aquatope（2021年）
- 式守同學不只可愛而已（2022年）[4]

### 網路動畫
- 惡魔72 The short animation 漫長戰旅的身旁（2019年，YouTube）
- Mirror In☆Lab Bloomy＊Cafe（2021年，YouTube)

### 舞台
- （2008年，赤坂紅色劇院）
- （2010年，池袋綠色劇院）
- （2011年，青山圓形劇場）
- （2011年，新宿SPACE107）
- （2012年，Theatre BONBON）
- （2016年，Worsal Theatre）

### 小說、書籍
- （2008年，攜帶小說）
- （2008年，攜帶小說）
- （2010年，小說）
- （2011年，漫畫原作）
- （2013年，繪本）
- 英語補助教材《Welcome to Tokyo》（2016年）

### 其它
- （2013年，WOWOW）－企劃協力 ※攜帶遊戲。
- 方言彼氏。（日语：方言彼氏。）（2013年，埼玉電視台、千葉電視台）
- （2015年，NHK教育）
- 猴子燙髮III（日语：モンキーパーマ）（2015年，神奈川電視台）

## 外部連結
- 株式會社DIPREX公式官網的公開資料 （页面存档备份，存于） （日語）